# ISODE
ISODE — программное обеспечение, также известное как ISO Development Environment. Являлось реализацией протоколов верхнего уровня OSI, от транспортного уровня до прикладного уровня, который использовался исследовательским сообществом Интернета для экспериментов с реализацией и развертыванием ISO в конце 1980-х - начале 1990-х годов.
ISODE изначально распространялась как общественное достояние (открытый исходный код) под руководством Маршалла Роуз. После версии 6.0 Маршалл передал лидерство Колин Роббинс и Джулиан Онионс, которые координировали выпуск версий 7.0 и 8.0. Версия 8.0 была финальной и выложена в открытый доступ 19 июня 1992 года. Версия с открытым исходным кодом все еще доступна, даже если представляет только исторический интерес. Программное обеспечение было перенесено на широкий набор систем на основе Unix и Linux.

## Стек ISODE
Стек ISODE был реализацией слоёв 3—6 модели ISO. В то время как реализация ISODE может быть настроена на использование одного из нескольких X.25 (CONS) или без соединения низкоуровневых протоколов, многие развёртывания ISODE были основаны на RFC1006. Реализация ISO транспортного протокола TP0 в виде слоя поверх TCP, для того, чтобы использовать сети на IP-основе, которые становятся все более и более распространённым явлением. Стек также реализован компилятором ASN.1.

## Приложения

### PP
ISODE Стек был основой для ряда приложений ISO.
ISODE легли в основу реализации для X.400, протокола электронной почты, называемый PP. PP включает в себя полностью работоспособный SMTP/MIME сервер электронной почты и X.400/SMTP Mixer шлюз. PP также реализован P7 Messagestore (PPMS). PP был разработан Стивом Килли  и ведущим инженером Джулианом Онионсом.

### Quipu
ISODE был полный X.500 и LDAP директорию называемую QUIPU. Quipu реализует DSA и Directory User Agent (DUA), именуемый «DISH». X.500 считали слишком тяжёлым доступом к каталогам. Колин Роббинс реализовал фирменный протокол, чтобы решить эту проблему, что было значительно переработано Тимом Хоусом для DIXIE, которая привела к развитию Access Protocol Lightweight Directory. Quipu был разработан Стивом Килли и ведущим  инженером Роббинсом, в значительной степени финансируемый в рамках проекта  и широко используется в пилотном академическом каталоге X.500 Paradise.

### FTAM
ISODE содержит и реализует FTAM, и внедрён FTAM-FTP шлюз.

### VT
ISODE содержит реализацию виртуального терминала (VT)  и шлюз VT-Telnet.

### OSISEC
ISODE имеет полную реализацию PKI Certification Authority, построенный на вершине проекта OSISEC. OSISEC была разработана Майком Роу и Питером Уильямсом и интегрированы в ISODE Роббинсом.

### OSIMIS
ISODE имеет полную реализацию CMIP/TMN построенный на вершине проекта OSIMIS.

## Авторы
Следующие люди или группы были перечислены в ISODE 8,0 инструкция [14] в качестве значимых участников
•	The MITRE Corporation
•	The Northrop Corporation
•	NYSERNet, Inc.
•	Performance Systems International, Inc.
•	University College London
•	The University of Nottingham
•	X-Tel Services Ltd (now Nexor)
•	The Wollongong Group, Inc.
•	Marshall T. Rose
•	Colin J. Robbins
•	Julian P. Onions

## Коммерциализация
Несколько компаний используют программное обеспечение ISODE, чтобы построить успешные коммерческие продукты и услуги, включая (в алфавитном порядке):
•	Контроль корпорация данных используется кипу в основе их X.500 продукта.
•	Nexor в электронной почте и каталог и продукты эволюции РР и кипу.
•	X-Tel Предлагаемые услуги контракты коммерческая поддержка программного обеспечения для академического сообщества, в том числе Джанет и SURFnet.